# 2010–2011-es azeri labdarúgó-bajnokság (első osztály)
A 2010–2011-es Premyer Liqası (hivatalos nevén: Unibank Premyer Liqası) a azeri labdarúgó-bajnokság legmagasabb szintű versenyének 19. alkalommal megrendezett bajnoki éve volt. A pontvadászat 10 csapat részvételével 2010. augusztus 7-én kezdődött és 2011. május 19-én ért véget.
A bajnokságot a Neftçi nyerte a nemzeti rivális Xəzər Lənkəran és a bronzérmes Qarabağ előtt. Ez volt a klub 6. bajnoki címe. Az élvonaltól a Simurq és az újonc MOİK Bakı búcsúzott, helyüket a másodosztály győztese, az Abşeron, és az ezüstérmes Rəvan vette át.
A gólkirály a grúz Qarabağ-csatár, Georgi Adamia lett 18 góllal, míg az Év Játékosá-nak járó díjat a Neftçi-játékos Ruslan Abışov vehette át.

## A bajnokság rendszere
A bajnokság 12 csapat részvételével őszi-tavaszi lebonyolításban zajlott és két fő részből állt: egy alapszakaszból és egy alsó- és felsőházi helyosztó rájátszásból. Az alapszakasz során oda-visszavágós, körmérkőzéses rendszerben mérkőztek meg a csapatok egymással, mely során minden csapat minden csapattal kétszer játszott: egyszer pályaválasztóként, egyszer pedig vendégként.
Az alapszakasz végső sorrendjét a 22 bajnoki forduló mérkőzéseinek eredményei határozták meg a szerzett összpontszám alapján kialakított rangsor szerint. A mérkőzések győztes csapatai 3 pontot, döntetlen esetén mindkét csapat 1-1 pontot kapott. Vereség esetén nem járt pont.
Azonos összpontszám esetén az alapszakasz sorrendjét az alábbi szempontok alapján határozták meg:
1. a bajnoki mérkőzések gólkülönbsége
2. a bajnoki mérkőzéseken szerzett gólok száma

A kialakult sorrendnek megfelelően a bajnoki mezőnyt két részre bontották: az 1–6. helyezettek a felsőházi, a 7–12. helyezettek pedig az alsóházi rájátszásban folytatták. A csapatok csak az azonos csoporton belüli ellenfeleik ellen elért alapszakaszbeli eredményeiket vitték tovább a helyosztó rájátszásba, ahol újfent körmérkőzéses, oda-visszavágós rendszerben mérkőztek meg egymással. A helyosztó csoportok, egyben a bajnokság végső sorrendjét az alapszakaszbeli szempontok szerint határozták meg.
A felsőházi pontvadászat győztese lett a 2010–11-es azeri bajnok, az alsóházi rájátszás utolsó két helyezett csapata pedig kiesett a másodosztályba.

## Változások a 2009–2010-es szezonhoz képest
Kiesett a másodosztályba
- Standard Sumqayıt, 11. helyezettként
- Karvan, 12. helyezettként

Feljutott az élvonalba
- Gəncə PFK, a másodosztály győzteseként
- MOİK Bakı, a másodosztály ezüstérmeseként

## Részt vevő csapatok
| Csapat         | Székhely | Stadion                  | 2009–10     |
| -------------- | -------- | ------------------------ | ----------- |
| AZAL Bakı      | Bakı     | AZAL Stadion             | 7.          |
| Bakı FK        | Bakı     | Tofik Bahramov Stadion   | 2.          |
| Gəncə PFK      | Gəncə    | Shehar Stadion           | 1. (II. o.) |
| İnter Bakı     | Bakı     | Şəfa Stadion             | 1.          |
| MOİK Bakı      | Bakı     | MOİK Stadion             | 2. (II. o.) |
| Muğan Salyan   | Salyan   | Salyani olimpiai stadion | 10.         |
| Neftçi         | Bakı     | Tofik Bahramov Stadion   | 5.          |
| Qarabağ        | Agdam    | Quzanlı olimpiai stadion | 3.          |
| Qəbələ PFK     | Qəbələ   | Qəbələ városi stadion    | 6.          |
| Simurq PFK     | Zaqatala | Zaqatala városi stadion  | 8.          |
| Turan          | Tovuz    | Tovuz városi stadion     | 9.          |
| Xəzər Lənkəran | Lənkəran | Lənkəran városi stadion  | 4.          |

## Alapszakasz

### Végeredménye
| #   | Csapat         | M  | GY | D | V  | G+ – G– | GK  | P  | Megjegyzések        |
| --- | -------------- | -- | -- | - | -- | ------- | --- | -- | ------------------- |
| 1.  | Neftçi         | 22 | 14 | 6 | 2  | 40–9    | +31 | 48 | Felsőházi rájátszás |
| 2.  | Xəzər Lənkəran | 22 | 14 | 5 | 3  | 28–12   | +16 | 47 | Felsőházi rájátszás |
| 3.  | Qarabağ        | 22 | 13 | 3 | 6  | 30–14   | +16 | 42 | Felsőházi rájátszás |
| 4.  | İnter Bakı CV  | 22 | 12 | 4 | 6  | 24–16   | +8  | 40 | Felsőházi rájátszás |
| 5.  | AZAL Bakı      | 22 | 9  | 9 | 4  | 27–16   | +11 | 36 | Felsőházi rájátszás |
| 6.  | Bakı FKK       | 22 | 9  | 6 | 7  | 28–21   | +7  | 33 | Felsőházi rájátszás |
| 7.  | Qəbələ PFK     | 22 | 8  | 7 | 7  | 19–14   | +5  | 31 | Alsóházi rájátszás  |
| 8.  | Muğan Salyan   | 22 | 7  | 6 | 9  | 14–23   | −9  | 27 | Alsóházi rájátszás  |
| 9.  | Gəncə PFKÚ     | 22 | 5  | 9 | 8  | 23–27   | −4  | 24 | Alsóházi rájátszás  |
| 10. | Turan          | 22 | 3  | 6 | 13 | 17–35   | −18 | 15 | Alsóházi rájátszás  |
| 11. | Simurq         | 22 | 2  | 6 | 14 | 12–34   | −22 | 12 | Alsóházi rájátszás  |
| 12. | MOİK BakıÚ     | 22 | 1  | 3 | 18 | 6–47    | −41 | 6  | Alsóházi rájátszás  |

Forrás: pfl.az (azeriül) 
A rangsorolás alapszabályai: 1. összpontszám, 2. egymás elleni eredmények összpontszáma, 3. gólkülönbség, 4. szerzett gólok száma.
(B): Bajnokcsapat, (K): Kieső csapat, (F): Feljutó csapat, (I): Kupainduló, (R): A rájátszás győztese, (KGY): Kupagyőztes

### Eredményei
| Hazai \ Vendég1 | AZA | BAK | GƏN | İNT | MOİ | MUĞ | NEF | QƏB | QAR | SIM | TUR | XƏZ |
| AZAL Bakı       |     | 0–0 | 0–0 | 5–0 | 2–0 | 2–0 | 0–0 | 2–2 | 2–0 | 2–1 | 1–0 | 0–1 |
| Bakı FK         | 2–3 |     | 1–1 | 1–2 | 2–1 | 1–1 | 0–2 | 2–1 | 2–0 | 0–1 | 3–1 | 1–1 |
| Gəncə PFK       | 1–1 | 1–3 |     | 1–0 | 1–0 | 3–0 | 0–4 | 0–0 | 0–1 | 1–1 | 1–1 | 4–1 |
| İnter Bakı      | 1–1 | 1–0 | 1–0 |     | 1–0 | 1–0 | 0–2 | 0–0 | 1–0 | 2–0 | 3–0 | 1–3 |
| MOİK Bakı       | 1–1 | 0–4 | 0–5 | 0–4 |     | 3–2 | 0–4 | 0–3 | 0–1 | 0–2 | 0–2 | 0–2 |
| Muğan Salyan    | 3–1 | 1–0 | 1–1 | 1–0 | 1–0 |     | 0–3 | 1–0 | 0–0 | 1–0 | 0–0 | 0–0 |
| Neftçi          | 1–0 | 0–2 | 6–2 | 1–1 | 1–0 | 1–0 |     | 0–0 | 1–1 | 4–0 | 2–0 | 0–0 |
| Qəbələ PFK      | 0–0 | 0–1 | 0–0 | 0–1 | 0–0 | 2–0 | 0–2 |     | 2–1 | 4–0 | 1–0 | 1–0 |
| Qarabağ         | 0–0 | 2–0 | 3–0 | 1–0 | 3–0 | 2–0 | 0–1 | 3–0 |     | 3–2 | 5–1 | 0–1 |
| Simurq          | 0–1 | 1–1 | 0–0 | 0–1 | 1–1 | 0–1 | 0–3 | 0–2 | 0–1 |     | 2–2 | 0–2 |
| Turan           | 1–2 | 0–1 | 2–1 | 0–3 | 2–0 | 1–1 | 2–2 | 0–1 | 0–1 | 1–1 |     | 1–2 |
| Xəzər Lənkəran  | 2–1 | 1–1 | 1–0 | 0–0 | 3–0 | 2–0 | 1–0 | 1–0 | 1–2 | 1–0 | 2–0 |     |

Forrás: pfl.az (azeriül) 
1A hazai csapatok a bal oldali oszlopban szerepelnek.
Színek: Zöld = hazai győzelem; Sárga = döntetlen; Piros = vendéggyőzelem.
 

## Helyosztók

### Végeredménye

#### Felsőház (1–6. helyért)
| #  | Csapat               | M  | GY | D  | V  | G+ – G– | GK  | P                                                       | Megjegyzések                                   |
| -- | -------------------- | -- | -- | -- | -- | ------- | --- | ------------------------------------------------------- | ---------------------------------------------- |
| 1. | Neftçi (B)           | 32 | 19 | 10 | 3  | 53–17   | +36 | 67                                                      | 2011–2012-es Bajnokok Ligája – 2. selejtezőkör |
| 2. | Xəzər Lənkəran (KGY) | 32 | 16 | 12 | 4  | 38–18   | +20 | 60                                                      | 2011–2012-es Európa-liga – 2. selejtezőkör1    |
| 3. | Qarabağ              | 32 | 17 | 7  | 8  | 41–22   | +19 | 58                                                      | 2011–2012-es Európa-liga – 1. selejtezőkör     |
| 4. | AZAL Bakı            | 32 | 13 | 10 | 9  | 36–28   | +8  | 49                                                      | 2011–2012-es Európa-liga – 1. selejtezőkör     |
| 5. | İnter Bakı CV        | 32 | 13 | 10 | 9  | 29–24   | +5  | 49 \| rowspan="2" style="background-color: #fafafa;" \| |                                                |
| 6. | Bakı FKK             | 32 | 10 | 10 | 12 | 33–32   | +1  | 40                                                      |                                                |

Forrás: pfl.az (azeriül) 
A rangsorolás alapszabályai: 1. összpontszám, 2. egymás elleni eredmények összpontszáma, 3. gólkülönbség, 4. szerzett gólok száma.
1A Xəzər Lənkəran nyerte a 2010–2011-es azeri kupát, ezért a 2011–2012-es Európa-liga 2. selejtezőkörében indulhat.
(B): Bajnokcsapat, (K): Kieső csapat, (F): Feljutó csapat, (I): Kupainduló, (R): A rájátszás győztese, (KGY): Kupagyőztes

#### Alsóház (7–12. helyért)
| #   | Csapat         | M  | GY | D  | V  | G+ – G– | GK  | P                                                       | Megjegyzések      |
| --- | -------------- | -- | -- | -- | -- | ------- | --- | ------------------------------------------------------- | ----------------- |
| 7.  | Qəbələ PFK     | 32 | 13 | 12 | 7  | 31–18   | +13 | 51 \| rowspan="4" style="background-color: #fafafa;" \| |                   |
| 8.  | Muğan Salyan   | 32 | 13 | 8  | 11 | 29–31   | −2  | 47                                                      |                   |
| 9.  | Gəncə PFKÚ     | 32 | 8  | 12 | 12 | 33–37   | −4  | 36                                                      |                   |
| 10. | Turan          | 32 | 7  | 6  | 19 | 24–47   | −23 | 27                                                      |                   |
| 11. | Simurq (K)     | 32 | 4  | 7  | 21 | 20–52   | −32 | 19                                                      | Birinci Divizionu |
| 12. | MOİK BakıÚ (K) | 32 | 4  | 6  | 22 | 14–55   | −41 | 18                                                      | Birinci Divizionu |

Forrás: pfl.az (azeriül) 
A rangsorolás alapszabályai: 1. összpontszám, 2. egymás elleni eredmények összpontszáma, 3. gólkülönbség, 4. szerzett gólok száma.
(B): Bajnokcsapat, (K): Kieső csapat, (F): Feljutó csapat, (I): Kupainduló, (R): A rájátszás győztese, (KGY): Kupagyőztes

### Eredményei
| Hazai \ Vendég1 | AZA | BAK | İNT | NEF | QAR | XƏZ |
| AZAL Bakı       |     | 1–0 | 1–0 | 1–3 | 3–1 | 1–0 |
| Bakı FK         | 2–1 |     | 0–1 | 0–1 | 0–0 | 0–0 |
| İnter Bakı      | 0–0 | 1–1 |     | 1–1 | 0–2 | 1–1 |
| Neftçi          | 2–1 | 2–0 | 0–0 |     | 2–0 | 1–1 |
| Qarabağ         | 1–0 | 2–2 | 1–0 | 3–0 |     | 0–0 |
| Xəzər Lənkəran  | 3–0 | 2–0 | 1–1 | 1–1 | 1–1 |     |

| Hazai \ Vendég1 | GƏN | MOİ | MUĞ | QƏB | SIM | TUR |
| Gəncə PFK       |     | 1–0 | 1–1 | 0–0 | 0–1 | 1–0 |
| MOİK Bakı       | 0–2 |     | 0–0 | 1–1 | 1–0 | 4–1 |
| Muğan Salyan    | 2–1 | 1–0 |     | 1–2 | 3–0 | 2–1 |
| Qəbələ PFK      | 1–1 | 0–0 | 2–1 |     | 3–0 | 1–0 |
| Simurq          | 4–3 | 1–2 | 1–3 | 0–0 |     | 0–1 |
| Turan           | 1–0 | 1–0 | 0–1 | 0–2 | 2–1 |     |

## A góllövőlista élmezőnye
Forrás: Azeri Labdarúgó-szövetség (azeriül).
18 gólos
- Giorgi Adamia (Qarabağ)

15 gólos
- Bahodir Nasimov (Neftçi)

11 gólos
- Flavinho (Neftçi)

10 gólos
- Junivan Soares (Gəncə PFK)
- Rauf Əliyev (Qarabağ)
- Gvidas Juška (AZAL Bakı)

9 gólos
- Sabir Allahquliyev (Gəncə PFK)
- Deon Burton (Qəbələ PFK)

8 gólos
- Winston Parks (Xəzər Lənkəran)

7 gólos
- Jabá (Bakı FK)
- Rəşad Abdullayev (Neftçi)

## Nemzetközikupa-szereplés

### Eredmények
| Csapat         | Kupa            | Forduló         | Ellenfél            | 1. mérk. | 2. mérk. | Össz. |
| -------------- | --------------- | --------------- | ------------------- | -------- | -------- | ----- |
| İnter Bakı     | Bajnokok Ligája | 2. selejtezőkör | Lech Poznań         | 0–1      | 1–0      | 1–1   |
| Bakı FK        | Európa-liga     | 2. selejtezőkör | Budućnost Podgorica | 0–3      | 2–1      | 2–4   |
| Qarabağ        | Európa-liga     | 1. selejtezőkör | Metalurg Szkopje    | 4–1      | 1–1      | 5–2   |
| Qarabağ        | Európa-liga     | 2. selejtezőkör | Portadown FC        | 2–1      | 1–1      | 3–2   |
| Qarabağ        | Európa-liga     | 3. selejtezőkör | Wisła Kraków        | 1–0      | 3–2      | 4–2   |
| Qarabağ        | Európa-liga     | Rájátszás       | Borussia Dortmund   | 0–4      | 0–1      | 0–5   |
| Xəzər Lənkəran | Európa-liga     | 1. selejtezőkör | Olimpia Bălți       | 1–1      | 0–0      | 1–1   |

Megjegyzés: Az eredmények minden esetben az azeri labdarúgócsapatok szemszögéből értendőek, a dőlttel írt mérkőzéseket pályaválasztóként játszották.

### UEFA-együttható
A nemzeti labdarúgó-bajnokságok UEFA-együtthatóját az azeri csapatok Bajnokok Ligája-, és Európa-liga-eredményeiből számítják ki. Azerbajdzsán a 2010–11-es bajnoki évben 2,000 pontot szerzett, ezzel a 31. helyen zárt.
| Csapat         | SGY | SD | SV | GY | D | V | Bónusz | Pont  | Átlag |
| -------------- | --- | -- | -- | -- | - | - | ------ | ----- | ----- |
| İnter Bakı     | 1   | 0  | 1  | 0  | 0 | 0 | 0,000  | 1,000 |       |
| Bakı FK        | 1   | 0  | 1  | 0  | 0 | 0 | 0,000  | 1,000 |       |
| Qarabağ        | 4   | 2  | 2  | 0  | 0 | 0 | 0,000  | 5,000 |       |
| Xəzər Lənkəran | 0   | 2  | 0  | 0  | 0 | 0 | 0,000  | 1,000 |       |
| Összesen       | 6   | 4  | 4  | 0  | 0 | 0 | 0,000  | 8,000 | 2,000 |

## Külső hivatkozások
- Hivatalos oldal (azeriül)
- Eredmények és tabella az rsssf.com-on (angolul)
- Eredmények és tabella a Soccerwayen (angolul)